# Novorozhdéstvenskaya
Novorozhdéstvenskaya (del ruso: Новорожде́ственская) es una stanitsa del raión de Tijoretsk del krai de Krasnodar, en Rusia. Está situada en las llanuras de Kubán-Priazov, en la orilla izquierda del Chelbas, frente a la desembocadura del arroyo Voniuchaya, 13 km al oeste de Tijoretsk y 116 km al nordeste de Krasnodar, la capital del krai. Tenía 6 505 habitantes en 2010.
Es centro del municipio Novorozhdestvénskoye, al que pertenece asimismo Chelbas. El municipio en su conjunto alcanzaba los 6 726 habitantes.

## Historia
La localidad fue fundad en el año 1797. El nombre del pueblo proviene de la localidad de Rozhdestvenskoi de la gubernia de Vorónezh. Para 1817 contaba con 426 habitantes y en 1848 le fue concedido el estatus de stanitsa. A finales del siglo XIX la localidad contaba con 7.866 habitantes y se habían construido una iglesia y dos escuelas, así como varios establecimientos comerciales e industriales. Hasta 1920 pertenecía al otdel de Yeisk del óblast de Kubán. En 1932 fue incluida en la lista negra de sabotaje en el marco de la colectivización de la tierra en la Unión Soviética, por lo que parte de su población fue represaliada o sometida a hambruna.

## Demografía
| 2002  | 2010  |
| ----- | ----- |
| 6 693 | 6 505 |

### Composición étnica
De los 6 693 habitantes que tenía en 2002, el 91.6 % era de etnia rusa, el 2.6 % era de etnia armenia, el 1.6 % era de etnia ucraniana, el 1.1 % era de etnia gitana, el 0.8 % era de etnia azerí, el 0.3 % era de etnia bielorrusa, el 0.2 % era de etnia alemana, el 0.2 % era de etnia tártara, el 0.1 % era de etnia turca, el 0.1 % era de etnia georgiana y el 0.1 % era de etnia griega

## Personalidades
- Gueorgui Bochárnikov, Héroe de la Unión Soviética.